# Пла, Пьер-Ив
Пьер-Ив Пла (родился в 1980 году в Париже) — французский пианист. Интерпретирует классические музыкальные шедевры в жанрах джаз, регтайм, буги-вуги, сальса и диско.

## Биография
Пьер-Ив Плат начал заниматься классическим фортепиано в возрасте пяти лет у Мари-Клода Леграна. Постепенно заинтересовался жанрами буги-вуги, рэгтайм и страйд, а затем начал импровизировать. Он учился у таких разных артистов, как Эдуард Ферле (Berklee Jazz Performance Award — 1992) и Фабрис Эльри (известен как «Шопен буги-вуги»). Именно по рекомендации Эльри он записал свой первый диск в жанре регтайма и начал выступать с концертами.
С тех пор Пла играл на многих сценах в Париже (L’Archipel, salle Cortot и т. д.), Версале (бар Bagheera Piano Bar, театр Монтансье) и по всей Франции, регулярно участвуя в фестивалях джаза и блюза (Petit Journal на Сен-Мишеле и Монпарнасе, Lattitude Jazz Club и т. д.). Он также принимал участие в музыкальной анимации знаменитого отеля «Георг V» в Париже. В настоящее время выступает на международном уровне, его приглашают играть по всей Европе, от Лондона до Албании.
Стиль Пла сочетает элементы классики и джазом; используя характерные джазовые средства, он переосмысливает классику Баха, Шопена и Моцарта. Его эксперименты с двумя формами соединились в его первом альбоме Pourquoi pas? («Почему бы и нет?») в 2005 году.
Его второй альбом, Récréations (2007), был продолжением его экспериментов с аранжировкой. За этим последовал дальнейший успех и признание благодаря появлению на M6 (телеканал), национальном телеканале Франции (передачи «1945» и «100% Mag», февраль 2010 г.). Он также предоставил композиции и аранжировку для короткометражных фильмов Мельеса (Fechner Production).

## Дискография

### Pourquoi Pas (2005)
1. Fantaisie-Impromptu en ut dièse mineur opus 66 — 3’22
2. Endlessy, Slow Bolero — 4’18
3. Heliotrope Bouquet — 3’51
4. When Sunny Gets Blue — 2’04
5. After You’ve Gone — 4’55
6. R.Mineur — 3’30
7. As Time Goes By — 3’52
8. Rib — 2’11
9. Lill’Darling — 3’32
10. Jalousie — 2’29
11. La Java Des Bombes Atomiques — 3’06
12. Somewhere Over The Rainbow — 5’03
13. Round About Midnight — 4’35
14. My Heart Belongs To Daddy — 2’20
15. The Shadow of Your Smile — 4’41.
16. Prélude — 3’33.

### Récréations (2007)
1. Danse Hongroise
2. Toccata
3. Pathétique
4. Fantaisie en ré mineur
5. Valse en ut dièse mineur
6. Fantaisie-Impromptu
7. Rêve d’amour
8. Nocturne en mi bémol majeur
9. Clair de Lune

### Permettez-Moi (2010)
1. Prélude en do dièse mineur
2. La révolutionnaire
3. La marche turque
4. La vie en rose
5. Hommage à Bach
6. Le vol du bourdon
7. Y’a d’la joie
8. Ça va pas changer le monde
9. Étude en la bémol
10. Tea for two
11. La passacaille
12. Première gymnopédie